# Svitlana Kratjevska
Svitlana Ivanivna Kratjevska (ukrainska: Світлана Іванівна Крачевська, ryska: Svetlana Kratjevskaja, född Есфір Долженко, Esfir Dolzjenko), född den 23 november 1944 i Odessa, Ukrainska SSR, Sovjetunionen, är en före detta sovjetisk friidrottare inom kulstötning.
Hon tog OS-silver i kulstötning vid friidrottstävlingarna 1980 i Moskva. 